# Raymond Dean Astumian
Raymond Dean Astumian est un physicien et chimiste américain.
Astumian a obtenu un master en chimie à l'Université du Texas à Arlington en 1982. L'année suivante, il a obtenu un doctorat en sciences mathématiques et en chimie physique auprès de la même institution. Astumian est professeur à l'Université du Maine. En 2000, il a été élu membre de la Société américaine de physique pour ses « contributions fondamentales à la compréhension de la thermodynamique et du mécanisme de transduction de l'énergie fournie par une réaction chimique hors équilibre afin d'assurer un transport dirigé par des moteurs et des pompes moléculaires ». Astumian a remporté le prix Feynman pour travaux théoriques en nanotechnologies en 2011.